# Forn de calç d'en Ràfols
El Forn de calç d'en Ràfols, o Forn de calç Aries, és una forn de calç d'Olesa de Bonesvalls (Alt Penedès) situat al camí que des del nucli d'Olesa porta al pont de l'Arcada seguint el camí al costat de la riera d'Olesa. Està inclòs a l'Inventari del Patrimoni Arquitectònic de Catalunya.

## Descripció
És una estructura troncopiramidal de pedra amb la boca del forn formant una volta de canó amb porta d'arc de mig punt de pedra amb les dovelles posades a plec de llibre. A través d'aquesta volta s'entra a la cambra de combustió que queda a l'aire lliure degut al sistema de fabricació de la calç i que està revestida amb pedra de Begues, quedant una superfície vidriada verda fruit de la temperatura de la combustió.
És un forn restaurat per l'associació Grup de Recerca Olesa Rural. S'observa molt clarament el forn, la pedrera situada per sobre i una petita barraca feta aprofitant el marge del terreny i que possiblement es relaciona amb el funcionament del forn. En un tram d'uns 200 m, aprox., hi ha dos forns de tipus efímer. Els escolars del municipi hi fan visites guiades per conèixer el funcionament dels forns a Olesa de Bonesvalls.

## Història
És de construcció moderna, de l'any 1954, però utilitzant tecnologia antiga. Va ser l'últim construït al terme, el 30 d'agost de 1954, tal com queda constància a la inscripció de la llinda de la porta del forn.